# 1901 en philosophie
Chronologie de la philosophie
- 1897
- 1898
- 1899
- 1900
- 1901
- 1902
- 1903
- 1904
- 1905

L’année 1901 a été marquée, en philosophie, par les événements suivants :

## Publications
- Émile Boutmy, Essai d'une psychologie politique du peuple anglais au XIXe siècle
- Rudolf Christoph Eucken, Der Wahrheitsgehalt der Religion
- H. G. Wells, Anticipations of the Reaction of Mechanical and Scientific Progress Upon Human Life and Thought

## Naissances
- 3 janvier : Eric Voegelin (Allemagne-USA, -1985)
- 13 avril : Jacques Lacan (france, -1981)
- 23 mai : Charles W. Morris (USA, -1979)
- 16 juin : Henri Lefebvre (France, -1991)
- 3 novembre : André Malraux (France, -1976)
- 5 décembre : Werner Heisenberg (Allemagne, -1976)

## Décès

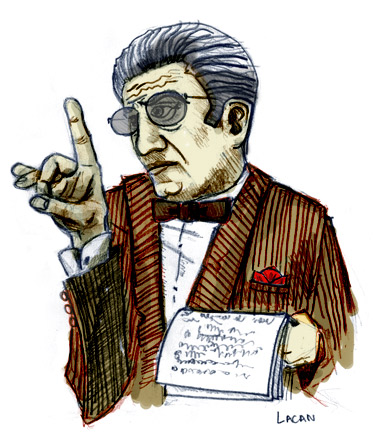
Jacques Lacan (1901-1981)
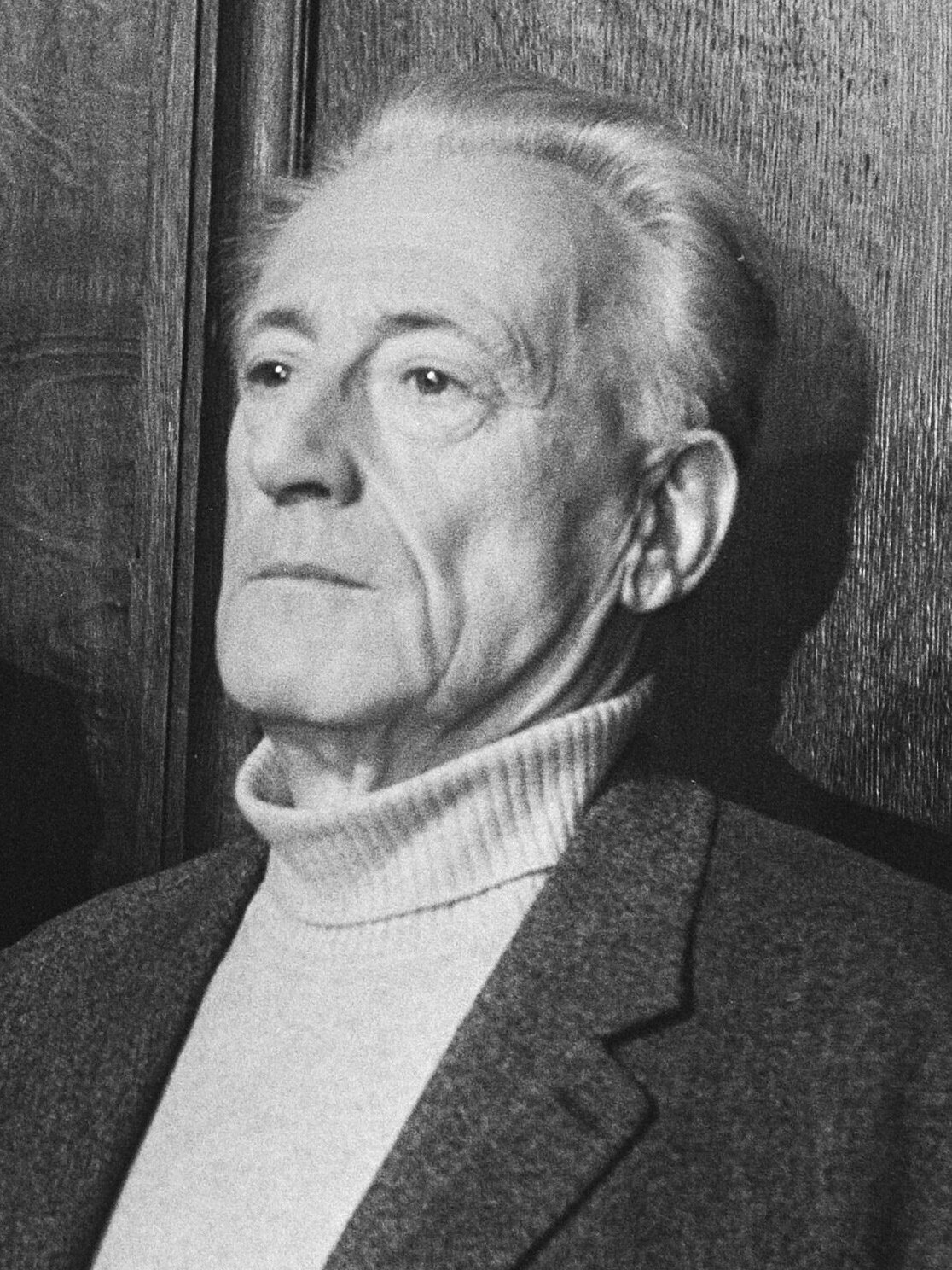
Henri Lefebvre (1901-1991)